# Acquedotto di Los Angeles

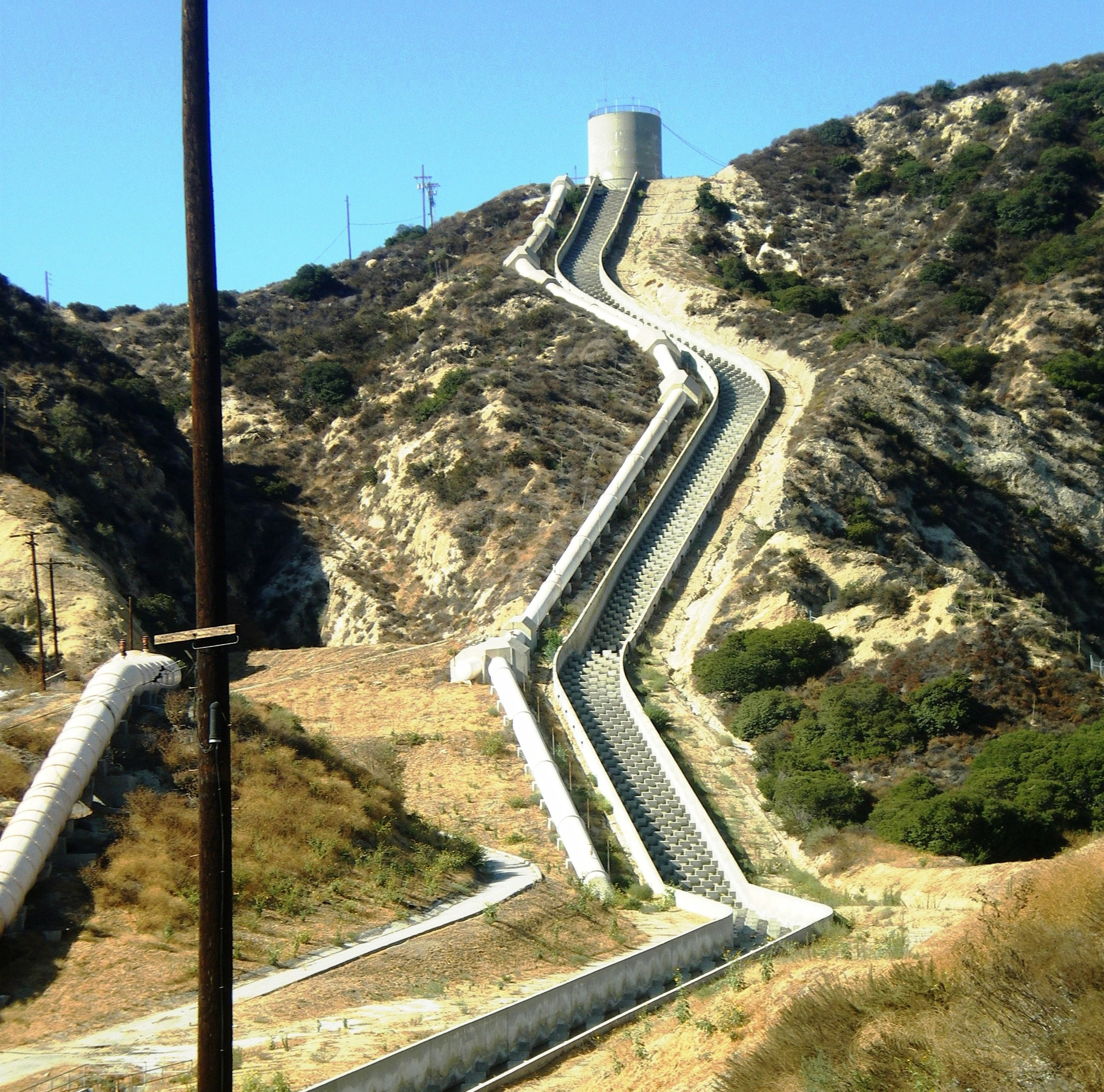
Secondo acquedotto di Los Angeles, nei pressi di Sylmar.

L'acquedotto di Los Angeles (in inglese Los Angeles Aqueduct) è composto da due distinti sistemi di trasporto dell'acqua 
chiamati Los Angeles Aqueduct e Second Los Angeles Aqueduct.

## Storia
L'acquedotto fu costruito dal Los Angeles Department of Water and Power sotto la supervisione del capo ingegnere William Mulholland.
La sua costruzione iniziò nel 1908 e venne completato nel 1913.
Il sistema trasporta l'acqua dal fiume Owens sulla Sierra Nevada fino alla città di Los Angeles.